# Иона (Собина)
Епископ Иона (Собина; ум. 1548) — епископ Русской церкви, епископ Суздальский.

## Биография
Принял монашеский постриг, предположительно, в Чудовом монастыре.
Самое раннее упоминание об игумене Ионе встречается в монастырской купчей грамоте, датируемой январём 1516 года.
Был архимандритом Чудова монастыря (1518—1544, по Павлу Строеву). Возведение инока Ионы в Чудовские архимандриты совершил митрополит Варлаам.
В 1522 году являлся поручителем за князя Василия Шуйского, затем за князей Ивана Воротынского, Ивана Пронского и Фёдора Мстиславского.
В 1525 году выступал главным обвинителем Максима Грека. Через шесть лет он принимал деятельное участие в соборном разбирательстве дела князя-инока Вассиана (Патрикеева).
В 1533 году участвовал в погребении Великого князя Василия III в Архангельском соборе.
В 1539 году был выдвинут кандидатом на Московскую митрополию, но избран не был.
21 февраля 1544 года хиротонисан во епископа Суздальского.
В 1547 году участвовал на Соборе, установившем празднование многих русских святых.
Скончался в 1548 году. Погребён в Суздальском соборе.